# 루가노역
루가노역(이탈리아어: Stazione di Lugano)은 스위스 티치노주에 있는 루가노 시의 주요 기차역이다. 역은 고트하르트 철도에 있으며 루가노 치타 스타치오네(Lugano Città–Stazione) 케이블카의 종점이기도 하다. 미터궤 루가노-폰테 트레사 철도(FLP)는 본선 역에서 역 앞마당 건너편, 루가노 FLP역에 별도의 역이 있다.
루가노역은 시내와 루가노 호수가 내려다보이는 도심 서쪽의 언덕에 위치하며, 케이블카는 역에서 시내 중심까지 직접 연결된다. 베소의 주거 지역은 역의 위쪽과 서쪽에 있다. 2016년 고트하르트 베이스 터널이 개통된 이후 이 역의 별명은 티치노의 테라스(Terrazza del Ticino)가 되었다.

## 역사
고트하르트 철도의 역은 1874년에 루가노에서 키아소까지 철도의 일부로 개통되었다. 1882년까지 몬테 체네리 고개를 가로질러 벨린초나와 그 너머에 있는 고트하르트 철도 터널이 개통되면서 루가노는 티치노주의 나머지 지역과 스위스 북부가 연결되었다.
루가노 치타-스타치오네 케이블카는 1886년에 개통되었으며, 1909년에는 루가노–테세레테 철도 (LT)가, 1912년에는 루가노–폰테 트레사 철도 (FLP)가 개통되었다. 본역의 동쪽, FLP는 본역의 남동쪽 낮은 곳에 터미널을 건설했다. 또한 1910년에 도시의 도시 트램웨이의 분기가 역 앞뜰까지 확장되었다.
1927년까지 이 역은 한쪽으로는 도시를, 다른 쪽으로는 시외의 베소로 장벽을 형성했다. 그러나 그 해에 철도 아래에 도로 터널과 보행자 전용 지하철이 건설되어 도시의 트램을 베소까지 연장할 수 있었다. 1943년에는 역 서쪽에 베소 광장이 만들어졌다.
루가노 트램웨이는 1950년대에 폐쇄되었다. 루가노-테세레테 철도는 1967년에 폐쇄되었으며, 그 역이 있던 자리는 현재 지역 버스 정류장과 역 앞마당의 북쪽 끝에 있는 회전 원으로 채워져 있다. 트랙 베드의 첫 번째 구간은 이제 성 고타르도 거리로 내려가는 보행자 램프를 형성하고 있으며, 창고 위치는 주차장이 되었다.
1998년에 건축가 아우렐리오 갈페티가 설계한 기차역 시설과 주변 지역을 개선하기 위한 프로젝트가 시작되었다. 여기에는 특히 보행자 안전 측면에서 역 앞마당의 재개발이 포함되었다. 2007년에는 역 지하도가 복원되었고 북쪽에서 역으로 접근할 수 있는 세 번째(북쪽) 승강장이 건설되었다.
2020년 12월, 체네리 베이스 터널의 개통으로 벨린초나에서 루가노까지의 이동 시간이 15분 단축되었다.

## 시설
스위스 연방 철도가 루가노역을 소유하고, 운영한다. 루가노역은 측면 승강장과 중앙 섬 승강장으로 배열된 4개의 트랙을 포함한다. 본 역 건물은 역의 도심 쪽 승강장에 있지만, 베소 쪽 역에서 인접한 승강장으로도 접근할 수 있다. 이 두 승강장과 그 사이의 섬 승강장은 두 개의 보행자 지하도로 연결되어 있다.
역 앞에는 버스와 택시 이외의 교통이 통제되는 큰 앞마당이 있다. TPL(Trasporti Pubblici Luganesi)의 지역 버스는 앞마당 남쪽 끝에서 운행되고, AutoPostale 및 Autolinee Regionali Luganesi의 지역 버스는 북쪽 끝에서 운행된다. TPL에서 운영하는 역에서 도시로 가는 케이블카는 주역 건물에 바로 인접한 승강장에서 앞마당 아래 터널을 따라 내려간다.
역에는 화물 취급 시설이 없다. 루가노 지역의 화물은 1970년대에 건설된 루가노 베데죠 화물 야적장을 통해 처리되며, 타베르네-토르첼라 역 근처의 고트하르트 철도 분기를 통해 접근된다.
- 본선 승강장에서 본 케이블카
- LT 종점에 지역 버스정류장
- 루가노 본선 역사, 2016-17 개축 이전

## 운행편
고트하르트 철도의 남쪽 끝과 체네리 베이스 터널의 남쪽 입구 근처에 위치한 루가노는 이탈리아 밀라노로 가는 유로시티 기차를 포함하여 주로 취리히와 바젤과 같은 북부 스위스의 장거리 기차로 운행된다. 트레니 레기오날리 티치노 롬바르디아 (TILO)의 지역 열차도 운행한다.
2021년 12월 시간표 변경에 따라 루가노에서 다음 서비스가 정차한다.
- 유로시티 / 인터시티 : 아트-골다우까지 30분 간격 운행 ; 볼로냐 중앙역, 제노바 피아자 프린치페역, 밀라노 중앙역, 밀라노 포르타 가리발디역 또는 베네치아 산타루치아역까지 매시간 운행 ; 취리히 중앙역까지 매시간 ~ 30분 간격 운행, 바젤 SBB(베이스l SBB)까지 2시간 간격 운행.
- RE80 : 로카르노와 키아소 및 밀라노 중앙역까지의 시간당 서비스.
- S10 / S50 : 비아스카와 멘드리시오 간 30분 서비스 및 키아소, 코모 산조반니 또는 말펜사 공항 터미널2.
- S90 : 주비아스코 운행 및 멘드리시오까지 매시간 운행.

스위스에서 가장 붐비는 케이블카 노선 중 하나인 루가노 치타–스타치오네 케이블카는 일주일 내내 05:20부터 23:50까지 계속 운행된다.
TPL(Trasporti Pubblici Luganesi)의 일부 시내버스 노선과 아우토포스탈레(AutoPostale) 및 ARL(Autolinee Regionali Luganesi)의 일부 지역 노선이 역을 운행한다. 그러나 루가노 버스 네트워크의 주요 허브는 다른 곳에 있다. TPL 및 ARL은 케이블카의 하단 종점에서 도보로 몇 분 거리에 있는 도심 버스 정류장을 제공하고, 아우토포스탈레는 도심 북쪽의 지하철 버스 정류장을 사용한다.